# Ortholasma
Ortholasma is een geslacht van hooiwagens uit de familie Nemastomatidae (Aardhooiwagens).
De wetenschappelijke naam Ortholasma is voor het eerst geldig gepubliceerd door Banks in 1894. 

## Soorten
Ortholasma omvat de volgende 5 soorten:
- Ortholasma colossus
- Ortholasma coronadense
- Ortholasma levipes
- Ortholasma pictipes
- Ortholasma rugosum

(Ortholasma bolivari = Trilasma bolivari, Ortholasma sbordonii = Trilasma sbordonii).